# Hrvatski nogometni kup 2012-2013
La Hrvatski nogometni kup 2012./13. (coppa croata di calcio 2012-13) fu la ventiduesima edizione della coppa nazionale croata, fu organizzata dalla Federazione calcistica della Croazia e fu disputata dal agosto 2012 al maggio 2013.
Il detentore era la Dinamo Zagabria, che in questa edizione fu eliminata negli ottavi di finale. La Dinamo si rifece vincendo il campionato.
Il trofeo fu vinto dal Hajduk Spalato, al suo sesto titolo nella competizione, la sua quindicesima coppa nazionale contando anche le nove della Coppa di Jugoslavia. L'Hajduk ottenne l'accesso alla UEFA Europa League 2013-2014.

## Formula e partecipanti
Alla competizione parteciparono le migliori squadre delle divisioni superiori, con la formula dell'eliminazione diretta. I primi turni erano a gara singola, mentre quarti, semifinali e finale erano ad andata e ritorno.
Al turno preliminare accedono le squadre provenienti dalle  Županijski kupovi (le coppe regionali): le 21 vincitrici più le finaliste delle 11 coppe col maggior numero di partecipanti.
Le prime 16 squadre del ranking quinquennale di coppa (63 punti alla vincitrice della coppa, 31 alla finalista, 15 alle semifinaliste, 7 a quelle che hanno raggiunto i quarti, 3 a quelle eliminate agli ottavi, 1 se eliminate ai sedicesimi) sono ammesse di diritto ai sedicesimi di finale.

### Ammesse di diritto ai sedicesimi di finale
Le prime 16 squadre (coi punti) del ranking 2006-2011 entrano di diritto nei sedicesimi della Coppa 2012-13:
- 1 Dinamo Zagabria (267)
- 2 Hajduk Spalato (143)
- 3 Slaven Belupo (67)
- 4 Varaždin (65)
- 5 NK Zagabria (51)
- 6 Cibalia (45)
- 7 Sebenico (41)
- 8 Rijeka (35)
- 9 Inter Zaprešić (23)
- 10 Osijek (21)
- 11 Pomorac (21)
- 12 Segesta (14)
- 13 Istria 1961 (13)
- 14 Konavljanin Čilipi (12)
- 15 Karlovac (10)
- 16 Zagora Unešić (8)

### Le finali regionali
Le Županijski kupovi (le coppe regionali) 2011-2012 hanno qualificato le 32 squadre (segnate in giallo) che partecipano al turno preliminare della Coppa di Croazia 2012-13. Si qualificano le 21 vincitrici più le finaliste delle 11 coppe col più alto numero di partecipanti.
| Zona                                    | Regione                       | Vincitore              | Finalista                     | Risultato     |
| OVEST                                   |                               |                        |                               |               |
| --------------------------------------- | ----------------------------- | ---------------------- | ----------------------------- | ------------- |
| OVEST                                   | Regione istriana              | Vrsar                  | Jedinstvo Omladinac Nedešćina | ?             |
| OVEST                                   | Regione litoraneo-montana     | Vinodol                | Orijent                       | 0–0 (4-3 dtr) |
| OVEST                                   | Regione della Lika e di Segna | Novalja                | ?                             | ?             |
| CENTRO                                  |                               |                        |                               |               |
| Città di Zagabria                       | Ravnice Zagabria              | Lokomotiva Zagabria    | 1–0                           |               |
| Regione di Zagabria                     | HNK Gorica                    | Zelina                 | ?                             |               |
| Regione di Krapina e dello Zagorje      | Zagorec                       | ?                      | ?                             |               |
| Regione di Karlovac                     | Slunj                         | Duga Resa              | 1–0                           |               |
| Regione di Sisak e della Moslavina      | Libertas Novska               | Mladost Repušnica      | ?                             |               |
| NORD                                    |                               |                        |                               |               |
| Regione di Virovitica e della Podravina | Virovitica                    | Lukač 05               | 3–0                           |               |
| Regione di Koprivnica e Križevci        | Koprivnica                    | Mladost Mali Otok      | ?                             |               |
| Regione del Međimurje                   | Sloboda Slakovec              | Nedelišće              | 1–0 e 0–1 (4-2 dtr)           |               |
| Regione di Varaždin                     | Zadrugar Hrastovsko           | Ivančica Ivanec        | ?                             |               |
| Regione di Bjelovar e della Bilogora    | Mladost Ždralovi              | Bjelovar               | ?                             |               |
| EST                                     |                               |                        |                               |               |
| Regione di Osijek e della Baranja       | Višnjevac                     | Belišće                | ?                             |               |
| Regione di Vukovar e della Sirmia       | Zrinski Tordinci              | Vuteks Sloga           | 2–0                           |               |
| Regione di Požega e della Slavonia      | Slavija Pleternica            | Slavonija Požega       | 3–0 e 2–3                     |               |
| Regione di Brod e della Posavina        | Oriolik Oriovac               | Tomislav D. Andrijevci | ?                             |               |
| SUD                                     |                               |                        |                               |               |
| Regione zaratina                        | Zara                          | Zlatna Luka Sukošan    | ?                             |               |
| Regione di Sebenico e Tenin             | Krka Lozovac                  | ?                      | ?                             |               |
| Regione spalatino-dalmata               | RNK Spalato                   | Hrvace                 | 3–0                           |               |
| Regione raguseo-narentana               | GOŠK Dubrovnik                | BŠK Zmaj Blato         | 2–1                           |               |

### Riepilogo
| 1ª Divisione 1.HNL | 2ª Divisione 2.HNL | 3ª Divisione 3.HNL | 4ª Divisione 1.ŽNL |
| --- | --- | --- | --- |
| Ai sedicesimi: Cibalia Dinamo Zagabria Hajduk Spalato Inter Zaprešić Istria 1961 Osijek Rijeka Slaven Belupo NK Zagabria Dal turno preliminare: Lokomotiva Zagabria RNK Spalato Zara | Ai sedicesimi: Pomorac Sebenico Dal turno preliminare: HNK Gorica Zelina                                                                              | Ai sedicesimi: Konavljanin Čilipi Segesta Zagora Unešić Dal turno preliminare: Belišće Bjelovar GOŠK Dubrovnik Ivančica Ivanec Koprivnica Mladost Ždralovi Nedelišće Novalja Oriolik Oriovac Slavija Pleternica Tekstilac Ravnice Zagabria Vinodol Virovitica Višnjevac | Dal turno preliminare: Libertas Novska Mladost Mali Otok Mladost Repušnica Sloboda Slakovec Slunj Tomislav D. Andrijevci Vrsar Vuteks Sloga Zadrugar Oprisavci Zrinski Tordinci Zagorec |
| non ammesse: | | | |
| - | Dugopolje HAŠK Zagabria Hrvatski dragovoljac Imotski Junak Sinj Lučko Mosor Žrnovnica Primorac Stobreč Radnik Sesvete Rudeš Zagabria Solin Vinogradar | tutte le altre squadre | tutte le altre squadre |

### Calendario
| Turno                | Data                              | Numero gare | Squadre | Entrano in questo turno                                                |
| -------------------- | --------------------------------- | ----------- | ------- | ---------------------------------------------------------------------- |
| Turno preliminare    | 29 agosto 2012                    | 16          | 48 → 32 | Vincitrici delle 21 coppe regionali 11 finaliste delle coppe regionali |
| Sedicesimi di finale | 26 settembre 2012                 | 16          | 32 → 16 | Le migliori 16 del ranking                                             |
| Ottavi di finale     | 30 ottobre 2012                   | 8           | 16 → 8  | Nessuna                                                                |
| Quarti di finale     | 20 novembre 2012 27 novembre 2012 | 8           | 8 → 4   | Nessuna                                                                |
| Semifinali           | 3 aprile 2013 17 aprile 2013      | 4           | 4 → 2   | Nessuna                                                                |
| Finale               | 8 maggio 2013 22 maggio 2013      | 2           | 2 → 1   | Nessuna                                                                |

## Turno preliminare
Il sorteggio si è tenuto il 1º agosto 2012. Lo Jedinstvo Omladinac Nedešćina e Krka Lozovac si sono ritirati per problemi finanziari.
| Squadra 1           | Risultato             | Squadra 2                     |
| ------------------- | --------------------- | ----------------------------- |
| 28 agosto 2012      |                       |                               |
| Vrsar               | 5 – 0                 | Tomislav D. Andrijevci        |
| 29 agosto 2012      |                       |                               |
| Koprivnica          | 0 – 0 (dts) (5-4 dtr) | Vuteks Sloga                  |
| Krka Lozovac        | n.d.                  | Nedelišće                     |
| Libertas Novska     | 2 – 1                 | Mladost Ždralovi              |
| Slunj               | 2 – 1                 | Zadrugar Hrastovsko           |
| Ivančica Ivanec     | 2 – 2 (dts) (6-5 dtr) | Oriolik Oriovac               |
| Mladost Repušnica   | 1 – 2                 | Zrinski Tordinci              |
| HNK Gorica          | 4 – 0                 | Sloboda Slakovec              |
| GOŠK Dubrovnik      | n.d.                  | Jedinstvo Omladinac Nedešćina |
| Virovitica          | 1 – 4                 | RNK Spalato                   |
| Zelina              | 9 – 0                 | Mladost Mali Otok             |
| Novalja             | 3 – 1                 | Zagorec                       |
| Bjelovar            | 1 – 2                 | Vinodol                       |
| Ravnice Zagabria    | 1 – 1 (dts) (5-6 dtr) | Višnjevac                     |
| Lokomotiva Zagabria | 7 – 0                 | Slavija Pleternica            |
| Zara                | 5 – 1                 | Belišće                       |

## Sedicesimi di finale
Gli accoppiamenti vengono eseguiti automaticamente attraverso il ranking del momento (32ª–1ª, 31ª–2ª, 30ª–3ª, etc) e sono stati resi noti il 30 agosto 2012. Il Varaždin ha perso il diritto di competere in coppa a causa della retrocessione in ultima divisione nella stagione precedente, mentre il Karlovac ha chiuso la prima squadra a causa di problemi finanziari.
| Squadra 1           | Risultato             | Squadra 2          |
| ------------------- | --------------------- | ------------------ |
| 25 settembre 2012   |                       |                    |
| Vrsar               | 0 – 3                 | Dinamo Zagabria    |
| HNK Gorica          | 3 – 0                 | Inter Zaprešić     |
| Lokomotiva Zagabria | 4 – 2                 | Segesta            |
| 26 settembre 2012   |                       |                    |
| Slunj               | 0 – 4                 | Hajduk Spalato     |
| Libertas Novska     | n.d.                  | Varaždin           |
| Zrinski Tordinci    | 0 – 4                 | NK Zagabria        |
| Vinodol             | 0 – 2                 | Cibalia            |
| Novalja             | 0 – 1                 | Osijek             |
| Ivančica Ivanec     | 1 – 2                 | Slaven Belupo      |
| GOŠK Dubrovnik      | 0 – 0 (dts) (3-2 dtr) | Sebenico           |
| Nedelišće           | 1 – 0 (dts)           | Rijeka             |
| Koprivnica          | 2 – 1 (dts)           | Pomorac            |
| Višnjevac           | 1 – 2                 | Istria 1961        |
| Zelina              | n.d.                  | Karlovac           |
| Zara                | 2 – 0                 | Konavljanin Čilipi |
| RNK Spalato         | 5 – 1                 | Zagora Unešić      |

## Ottavi di finale
Gli accoppiamenti vengono eseguiti automaticamente attraverso il ranking del momento (16ª–1ª, 15ª–2ª, 14ª–3ª, etc), viene sorteggiato il campo e sono stati resi noti il 26 settembre 2012.

Nella partita Dinamo Zagabria–Zara, il quarto uomo Marko Matoc ha assunto il ruolo di arbitro principale al 77º minuto a causa dell'infortunio di Ivo Kreček.
| Squadra 1           | Risultato   | Squadra 2       |
| ------------------- | ----------- | --------------- |
| 30 ottobre 2012     |             |                 |
| NK Zagabria         | 1 – 2       | Zelina          |
| Dinamo Zagabria     | 2 – 3 (dts) | Zara            |
| Lokomotiva Zagabria | 3 – 2       | Libertas Novska |
| Osijek              | 3 – 2 (dts) | Istria 1961     |
| Slaven Belupo       | 2 – 0 (dts) | Koprivnica      |
| 31 ottobre 2012     |             |                 |
| GOŠK Dubrovnik      | 2 – 0 (dts) | Nedelišće       |
| Hajduk Spalato      | 2 – 1       | RNK Spalato     |
| Cibalia             | 1 – 0       | HNK Gorica      |

## Quarti di finale
Gli abbinamenti sono stati eseguiti tramite sorteggio il 7 novembre 2012.

Le gare fra Zelina e Hajduk sono state posticipate di una settimana poiché il 20 novembre era in programma un seminario, organizzato dalla HNS, per allenatori FIFA e UEFA a Spalato.
| Squadra 1      | Totale | Squadra 2           | Andata     | Ritorno    |
| -------------- | ------ | ------------------- | ---------- | ---------- |
|                |        |                     | 20.11.2012 | 27.11.2012 |
| Zara           | 2 – 3  | Slaven Belupo       | 1 – 0      | 1 – 3      |
| GOŠK Dubrovnik | 0 – 1  | Lokomotiva Zagabria | 0 – 1      | 0 – 0      |
| Cibalia        | 4 – 2  | Osijek              | 1 – 1      | 3 – 1      |
|                |        |                     | 27.11.2012 | 12.12.2012 |
| Zelina         | 1 – 3  | Hajduk Spalato      | 1 – 1      | 0 – 2      |

## Semifinali
La gara Slaven Belupo–Hajduk Spalato è stata rinviata al 10 aprile a causa delle forti piogge che hanno allagato il campo di Koprivnica.
| Squadra 1     | Totale | Squadra 2           | Andata     | Ritorno    |
| ------------- | ------ | ------------------- | ---------- | ---------- |
|               |        |                     | 03.04.2013 | 17.04.2013 |
| Cibalia       | 1 – 4  | Lokomotiva Zagabria | 1 – 1      | 0 – 3      |
| Slaven Belupo | 2 – 3  | Hajduk Spalato      | 1 – 2      | 1 – 1      |

## Finale
| Squadra 1      | Totale | Squadra 2           | Andata     | Ritorno    |
| -------------- | ------ | ------------------- | ---------- | ---------- |
|                |        |                     | 08.05.2013 | 22.05.2013 |
| Hajduk Spalato | 5 – 4  | Lokomotiva Zagabria | 2 – 1      | 3 – 3      |

### Andata
| Arbitro: | Burilo (Osijek) |

|                         |           |             |
| Maglica 65’ Kouassi 69’ | Marcatori | 53’ Antolić |

| Hajduk | Lokomotiva |

|                 |    |                     |  |     |
|                 |    |                     |  |     |
| P               | 1  | Goran Blažević      |  |     |
| D               | 5  | Goran Milović       |  |     |
| D               | 6  | Avdija Vršajević    |  |     |
| D               | 17 | Goran Jozinović     |  |     |
| D               | 22 | Mario Maloča        |  |     |
| D               | 28 | Rúben Lima          |  |     |
| C               | 7  | Franko Andrijašević |  | 29’ |
| C               | 18 | Mijo Caktaš         |  |     |
| C               | 31 | Tino-Sven Sušić     |  |     |
| A               | 24 | Ivan Vuković        |  | 65’ |
| A               | 77 | Jean Evrard Kouassi |  | 83’ |
| A disposizione: |    |                     |  |     |
| C               | 13 | Antonio Jakoliš     |  | 29’ |
| A               | 9  | Anton Maglica       |  | 65’ |
| D               | 3  | Danijel Stojanović  |  | 83’ |
| Allenatore:     |    |                     |  |     |
| Igor Tudor      |    |                     |  |     |

|                  |    |                   |  |       |
|                  |    |                   |  |       |
| P                | 1  | Dominik Picak     |  |       |
| D                | 4  | Tomislav Barbarić |  |       |
| D                | 5  | Leonard Mesarić   |  |       |
| D                | 11 | Karlo Bručić      |  |       |
| D                | 14 | Ivan Boras        |  |       |
| C                | 7  | Domagoj Antolić   |  |       |
| C                | 8  | Mate Maleš        |  |       |
| C                | 19 | Marko Pjaca       |  | 65’   |
| C                | 23 | Dinko Trebotić    |  | 71’   |
| A                | 18 | Mario Šitum       |  |       |
| A                | 20 | Andrej Kramarić   |  | 90+1’ |
| A disposizione:  |    |                   |  |       |
| C                | 17 | Ivan Peko         |  | 65’   |
| C                | 15 | Mathias Chago     |  | 71’   |
| D                | 3  | Mario Musa        |  | 90+1’ |
| Allenatore:      |    |                   |  |       |
| Tomislav Ivković |    |                   |  |       |

### Ritorno
| Arbitro: | Vučemilović-Šimunović (Osijek) |

|                                    |           |                                      |
| Šitum 9’ Kramarić 71’ Bručić 90+2’ | Marcatori | 45’ Vuković 52’ Sušić 72’ Stojanović |

| Lokomotiva | Hajduk |

|                  |    |                   |  |     |
|                  |    |                   |  |     |
| P                | 1  | Dominik Picak     |  |     |
| D                | 2  | Filip Mrzljak     |  | 52’ |
| D                | 4  | Tomislav Barbarić |  |     |
| D                | 6  | Ante Puljić       |  |     |
| D                | 11 | Karlo Bručić      |  |     |
| D                | 14 | Ivan Boras        |  |     |
| C                | 7  | Domagoj Antolić   |  |     |
| C                | 8  | Mate Maleš        |  | 87’ |
| C                | 19 | Marko Pjaca       |  |     |
| A                | 18 | Mario Šitum       |  | 82’ |
| A                | 20 | Andrej Kramarić   |  |     |
| A disposizione:  |    |                   |  |     |
| C                | 17 | Ivan Peko         |  | 52’ |
| D                | 3  | Mario Musa        |  | 82’ |
| C                | 15 | Mathias Chago     |  | 87’ |
| Allenatore:      |    |                   |  |     |
| Tomislav Ivković |    |                   |  |     |

|                 |    |                     |  |     |
|                 |    |                     |  |     |
| P               | 12 | Lovre Kalinić       |  |     |
| D               | 5  | Goran Milović       |  |     |
| D               | 6  | Avdija Vršajević    |  | 65’ |
| D               | 17 | Goran Jozinović     |  |     |
| D               | 22 | Mario Maloča        |  |     |
| D               | 28 | Rúben Lima          |  |     |
| C               | 18 | Mijo Caktaš         |  |     |
| C               | 31 | Tino-Sven Sušić     |  |     |
| A               | 9  | Anton Maglica       |  | 82’ |
| A               | 24 | Ivan Vuković        |  | 51’ |
| A               | 77 | Jean Evrard Kouassi |  |     |
| A disposizione: |    |                     |  |     |
| D               | 3  | Danijel Stojanović  |  | 51’ |
| C               | 11 | Mirko Oremuš        |  | 65’ |
| C               | 13 | Antonio Jakoliš     |  | 82’ |
| Allenatore:     |    |                     |  |     |
| Igor Tudor      |    |                     |  |     |

## Marcatori
| Pos. | Giocatore         | Squadra     | Reti |
| ---- | ----------------- | ----------- | ---- |
| 1    | Mario Šitum       | Lokomotiva  | 7    |
| 2    | Leo Biondić       | Vrsar       | 5    |
| 3    | Andrej Kramarić   | Lokomotiva  | 4    |
| 3    | Tomislav Medved   | Zelina      | 4    |
| 3    | Antonio Mršić     | Zara        | 4    |
| 6    | Domagoj Abramović | HNK Gorica  | 3    |
| 6    | Mladen Bartolović | Cibalia     | 3    |
| 6    | Dražen Jelić      | RNK Spalato | 3    |
| 6    | Tino-Sven Sušić   | Hajduk      | 3    |